# ویک سیکاس
 ویک سیکاس (انگلیسی: Vic Seixas؛ زاده ۳۰ اوت ۱۹۲۳) یک تنیس‌باز اهل ایالات متحده آمریکا است.